# Église Saint-Pierre-del-Lec d'Armissan
Pour les articles homonymes, voir Église Saint-Pierre.
L'église Saint-Pierre-del-Lec est une église catholique située en France sur la commune d'Armissan, dans le département de l'Aude en région Occitanie.
Aujourd'hui, seul un pan de mur subsiste, connu sous le nom de « La muraillasse ». Il mesure 10 mètres de long et plus de neuf mètres de haut pour une épaisseur 1,40 mètre. Il subsiste l’ancienne porte sur laquelle se trouvent les vestiges d’une bretèche, reposant sur un arc surbaissé, sur deux encorbellements constitués par quatre corbeaux. Ce vestige fait l’objet d'une inscription au titre des monuments historiques depuis 1942.

## Localisation
L'église est située dans le département français de l'Aude, sur la commune d'Armissan.

## Historique
Elle fut tout d'abord une chapelle au IXe siècle, remplacée ensuite par une église au XIIIe siècle consacrée aux apôtres saint Pierre et saint Paul. Cette église était alors commune aux deux paroisses d'Armissan et de Vinassan.  Elle est détruite en 1355 par les bandes mercenaires à la solde du Prince Noir.
Elle perdit ensuite ce statut d'église paroissiale en 1404 à la suite de la visite du vicaire Jean Corsier[réf. nécessaire].
L'édifice est inscrit au titre des monuments historiques le 19 novembre 1942.